# Анонімні сексоголіки
Анонімні сексоголіки (АС, англ. Sexaholics Anonymous) — заснована у 1979 році як одна з багатьох дванадцятикрокових програм для подолання компульсивної сексуальної поведінки, яка базується на початкових 12 кроках Анонімних Алкоголіків.
«АС» займає своє місце серед дванадцяти-крокових груп, які займаються проблемами сексуальної залежності: «Анонімні сексуально-залежні», «Анонімні залежні від сексу та кохання», «Анонімні сексуально-компульсивні» та «Анонімні сексуально-одужуючі». Загалом ці групи називають «С-групи» через їх абревіатури, що починаються з англійського «S»: SA, SAA, SLAA, SCA, SRA.
«АС» допомагає одужувати «сексоголікам». Згідно ідей, на яких базуються ці групи, сексоголік — це будь-хто, для кого хтивість стала залежністю. «АС» відрізняється від інших «С-груп» через визначення «сексуальної тверезості» як відсутності сексу з собою або з іншим партнером поза шлюбом, яка включає  прогресуючу перемогу над хтивістю.
Спільнота використовує «Велику Книгу Анонімних Алкоголіків» та книгу «Анонімних Сексоголіків», яку часто називають «Білою Книгою». «Біла Книга» роз'яснює, що сексоголік — це людина, яка вже не бачить різниці між правильним і неправильним, яка втратила контроль над собою і вже не має сил аби зробити вибір або зупинитися.